# Guillermo Schulenburg
Guillermo von der Schulenburg Prado, nombrado simplemente como Guillermo Schulenburg (12 de junio de 1916 – 19 de julio de 2009), fue un sacerdote y clérigo mexicano, protonotario apostólico supernumerario y vigésimo primer y último Abad secular de la Basílica de Santa María de Guadalupe del 23 de marzo de 1963 al 31 de octubre de 1996.

## Biografía
Schulenburg empezó como rector del principal seminario diocesano de México, después de haber coordinado la construcción de su nuevo campus, en 1963 fue nombrado Abad de la Basílica de Guadalupe, el segundo santuario católico más visitado del mundo, por el Papa San Juan XXIII en 1963. Schulenburg Prado planificó las construcciones como el nuevo templo moderno que alberga la venerada imagen de Nuestra Señora de Guadalupe, inaugurado en 1976, la creación de la Basílica Efímera, una estructura improvisada para las celebraciones de la coronación de la Virgen de Guadalupe, o el ayate de Juan Diego.
También fundó el famoso coro de niños de la Basílica, los "Coloraditos", de cuyas filas han surgido intérpretes de ópera de calibre mundial.
A finales de 1995 con motivo del centenario de la coronación pontificia de Nuestra Señora de Guadalupe, el abad concede una entrevista para la revista "Ixtus" del escritor Mexicano Javier Sicilia. Se le cuestionó al abad sobre la figura del Beato Juan Diego y su proceso de canonización. Schulenburg dijo que Juan Diego era "un símbolo, no una realidad", y que su canonización sería el "reconocimiento de un culto", no el reconocimiento de la existencia física y real de esa persona.
En 1996, un fragmento de la entrevista concedida al escritor Sicilia, fue reproducida por la revista italiana 30 Giorni; llegando incluso a ser leído por los clérigos y cardenales del Vaticano. No obstante al saber de esas declaraciones, Schulenburg se vio obligado a dimitir del cargo de abad, debido a la presión interna del episcopado mexicano, de los fieles y del recién nombrado Arzobispo de México Norberto Rivera Carrera; cuyas diferencias con el abad empezaron meses atrás, por la disputa financiera y control de la Basílica; ordenando auditorías al santuario, y la inexplicable riqueza acumulada del abad  durante su gestión como principal guardián de la fe guadalupana por 33 años. Schulenburg emitió una carta explicando su renucia al cargo, no por la presión mediática, sino por "motivos de edad". "
El 31 de octubre de 1996 Monseñor Schulenburg se convierte en abad emérito de la Basílica De Guadalupe. Meses después de su dimisión, contó con el apoyo de algunos sacerdotes e investigadores enviando cartas y documentos a la Santa Sede, para poder frenar el proceso de canonización del indio del Tepeyac; argumentando las múltiples dudas que estaban sin resolver, sobre la veracidad de las apariciones guadalupanas, y la existencia física de Juan Diego. 
El cardenal Rivera logra reunir a otro grupo de sacerdotes y expertos, para hacer contrapeso a los antiaparicionistas y al propio ex Abad, y comprobar al Vaticano, la existencia real de Juan Diego y la veracidad de las apariciones en 1531; no solo basándose con el documento Nican Mopohua "Aquí se cuenta", ni con el códice encontrado y fechado en 1548 llamado "Códice Escalada" nombrado en honor al sacerdote jesuíta Xavier Escalada S.J., sino con el milagro de curación a un joven en el año 1990. El milagro sucedió durante la segunda visita del papa San Juan Pablo II a México. Un joven intentó suicidarse lanzándose al vacío; y días después el hombre recobra el conocimiento dejando perplejos a los médicos e investigadores sobre su curación.
El caso fue turnado inmediatamente a la Congregación para las causas de los santos. Posteriormente, el caso fue estudiado por más de 10 años por especialistas, peritos en la materia y médicos italianos y mexicanos; llegando a la conclusión de no poder encontrar explicación alguna de cómo el joven Juan José Barragán sobrevivió al accidente; por lo que la congregación vaticana y el Santo Padre determinaron que el milagro, fue gracias a la intercesión de Juan Diego y firmando así el decreto para su canonización en enero de 2002.
El 31 de Julio de 2002, el papa San Juan Pablo II realizó su quinto y último viaje apostólico a México, oficiando la santa misa solemne de canonización en la Basílica de Guadalupe. 
Aunque se pensó en ese tiempo, que el prefecto de la Congregación para las causas de los santos José Saraiva Martins sería el enviado papal para la canonización; sorpresivamente en voz del sumo pontífice,  confirmaría que él presidiría la ceremonia en la Basílica de Guadalupe.  
Schulenburg fue invitado para que concelebrara junto con el Papa la misa de canonización, pero no acudió. Años después, Schulenburg se dedicó a escribir sus memorias con el título "Las memorias del último Abad de Guadalupe", publicadas en 2003.
Falleció el 12 de julio de 2009, y sus cenizas reposan en las criptas subterráneas de la Basílica de Guadalupe. 
En 1998 el papa San Juan Pablo II emitió un breve apostólico para la Basílica de Guadalupe: "Prestatem Pietatem" y Arquidiócesis Primada de México; donde la figura del abad desaparece, y se nombra a un rector del santuario por mandato del arzobispo de México.